# Kende Judit
Kende Judit (asszonynevén Kisné Kende Judit, gyakran K. Kende Judit; Iharosberény, 1903. január 3. – Budapest, 1979. április 3.) keramikus.

## Életútja
A Somogy vármegyei Iharosberényben született, de gyermekkorát már a Kisalföldön, az Abda melletti pillingérpusztai uradalomban töltötte. 1922-ben a Győri Magyar Királyi Állami Leánygimnáziumban tette le érettségijét. A középiskolai években osztálytársával, Kovács Margittal és a felsőbb osztályba járó Anhalzer Olgával együtt Valker Ágnes rajztanfolyamát látogatta. 1922-től 1926-ig Jaschik Álmos budapesti magániskolájában grafikát és porcelánfestést tanult, majd 1926–1927-ben Kovács Margittal együtt Bécsbe utazott, és az ott alkotó Hertha Bucher oldalán elsajátították a kerámiaművészet fogásait. Hazatérése után, 1927. november 6-án házasságot kötött Kis Imre mérnökkel, majd még ugyanabban az évben Budapesten rendezte be műhelyét. Gádor István protezsáltjaként, Gorka Géza és Illés László oldalán, 1931-es megalapításától kezdve 1939-ig vezette Orbán Dezső művészeti tervező- és műhelyiskolájában, az Atelier-ben a kerámia tanszakot. A második világháborúban férje a holokauszt áldozata lett, Kende az 1945 utáni éveket visszavonultan, alkotással töltötte.
Kívánságának megfelelően hamvait 1979. április 27-én a győrszigeti izraelita temetőben helyezték nyugalomra.

## Munkássága
Művészeti stílusának ihlető forrásai a népi kerámiaművészet és a bécsi tanulmányai során közelebbről is megismert art déco voltak. Térplasztikáit, dísz- és használati cseréptárgyait pasztelltónusú színek, visszafogott színezésű mázak, növényi és geometrikus mintákkal harmonikusan díszített, egyszerű, de érzékeny és játékos formakincs jellemzi. Tárgyai ugyanakkor nem puszta díszek, áthatja őket a funkcionalitás, a használhatóság igénye. Elsősorban tálakat, vázákat, gyertya- és lámpatartókat, fali képeket, térelválasztó elemeket tervezett és alkotott kerámiából. Kivételes korongozási technikájáról volt ismert a hazai keramikusok körében.
Alkotásaival 1925-től vett részt hazai és külföldi kiállításokon egyaránt. 1932-ben a IV. Országos Kézművesipari Kiállítás ezüstérmét nyerte el, az 1937-es párizsi, majd az 1939-es New York-i világkiállításról szintén ezüstéremmel tért haza. Visszavonultan alkotott, Benkő Erzsébet gobelinművésszel közös, első önálló tárlatára csak 1970-ben került sor a budapesti Fényes Adolf Teremben.
A második világháború előtt tagja volt a Győri Képző- és Iparművészeti Társulatnak, az Országos Magyar Iparművészeti Társulatnak, valamint a Szokolay Béla által létrehozott Műhelyszövetségnek, 1945 után pedig a Magyar Képzőművészek és Iparművészek Szövetségén belül működő keramikus-szakosztálynak.

### Alkotásai

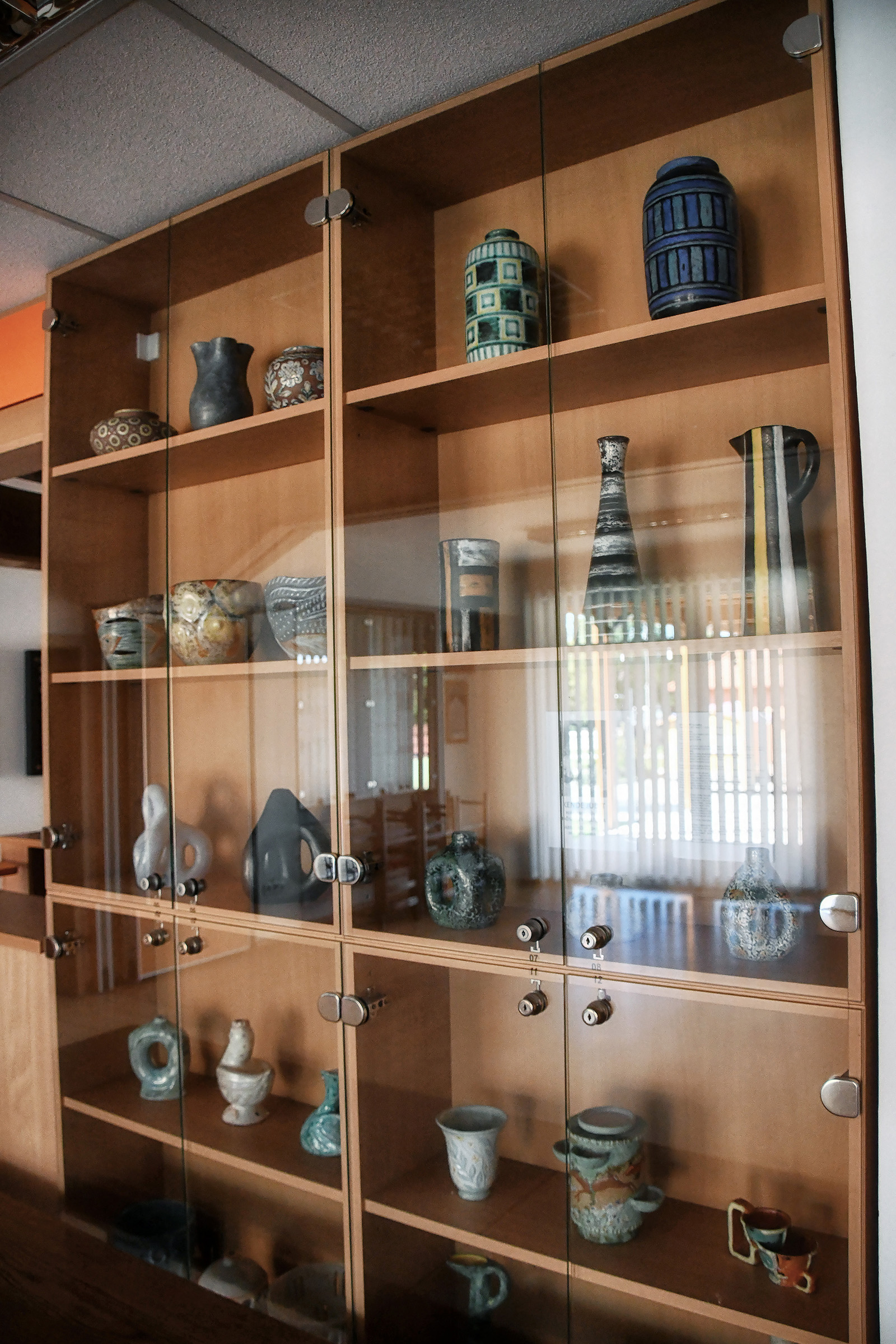
Kende Judit kerámiái az abdai községházán

A hagyatékát alkotó száznegyvenegy kerámiát halála után húga, Kende Margit a győri Xántus János Múzeumnak adományozta. 1980-ban a győri múzeumban ebből a hagyatékból rendezték meg az első Kende Judit-emlékkiállítást. Ennek bezárásakor, 1981-ben a győri karmelita rendházban szerveztek állandó tárlatot a kerámiákból, amely 1983-ban a Xántus János Múzeum főépületébe költözött át. Több művét őrzi a fővárosi Iparművészeti Múzeum és a pécsi Janus Pannonius Múzeum. 2014-ben felcseperedése helyszínén, Abda önkormányzati hivatalában rendeztek műveiből kiállítást, tárlókban elhelyezett kerámiái a Civilházban nyertek végleges elhelyezést.
Elsősorban használati tárgyakat alkotott, egyetlen köztéri plasztikája, a hódmezővásárhelyi Kakasos ivókút nem valósult meg.